# 에델만 파이낸셜 필드
에델만 파이낸셜 필드(Edelman Financial Field)은 미국의 다목적 경기장이다. 버지니아주 애슈번에 위치하고 있다.